# Sinistra e Democratici
Sinistra e Democratici (Lewica i Democraci - LiS) è stata una federazione di partiti politici attiva in Polonia in occasione delle elezioni parlamentari del 2007.
La formazione comprendeva:
- Alleanza della Sinistra Democratica, socialisti democratici;
- Socialdemocrazia di Polonia, socialdemocratici;
- Partito Democratico, socio-liberali;
- Unione del Lavoro, socialdemocratici.

LiS ha ottenuto alle  il 13,2% dei voti e 53 seggi, 2 in meno di quelli conseguiti dalla sola Alleanza della Sinistra Democratica alle elezioni parlamentari del 2005.